# Tragedia shakespeariana

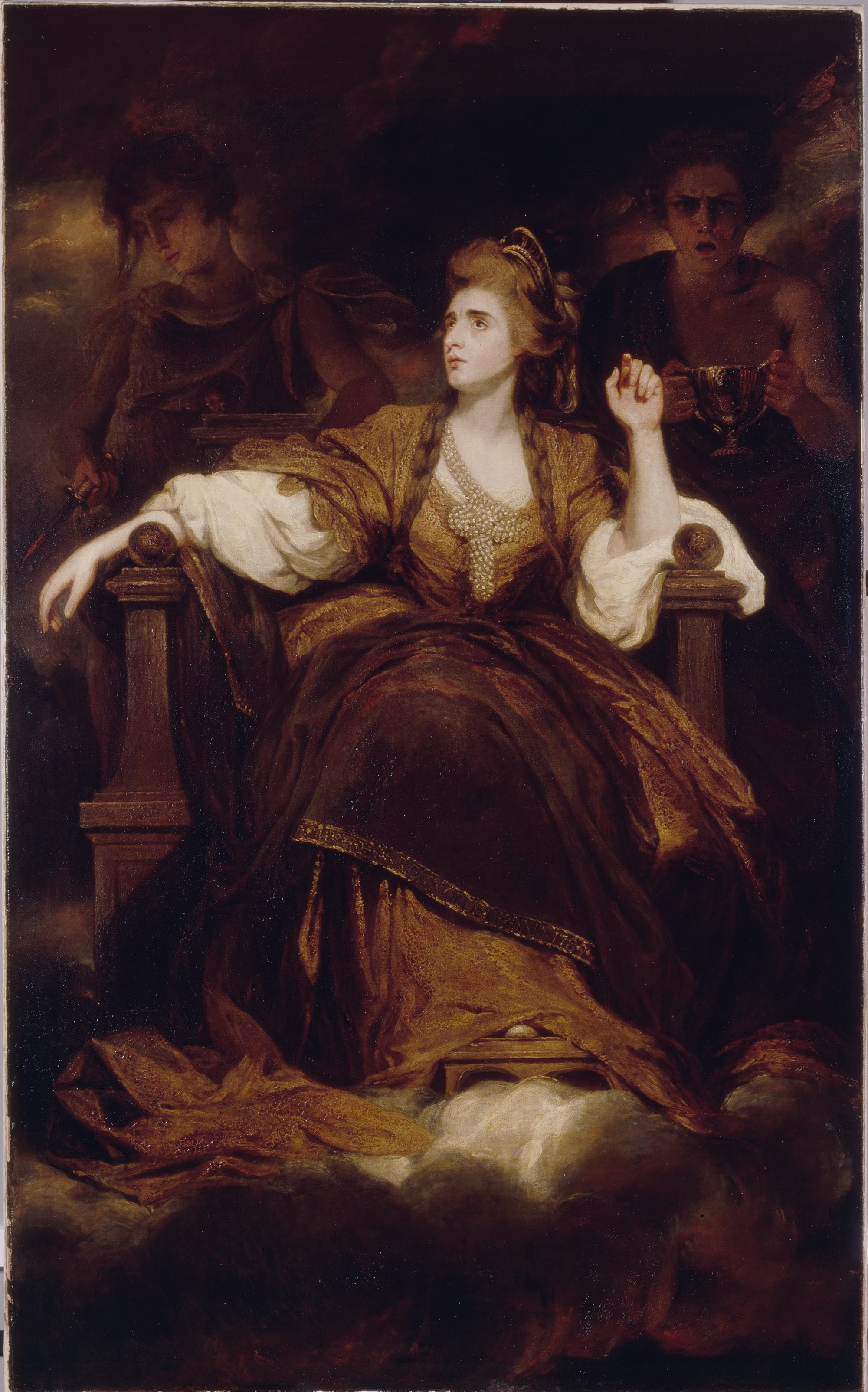
Sarah Siddons como la musa trágica, Joshua Reynolds (1784). Sarah Siddons (1755-1831) fue una estimada intérprete de la tragedia shakespeariana

Tragedia shakespeariana es la denominación dada a la mayoría de las tragedias escritas por el autor teatral William Shakespeare. Muchas de sus obras históricas comparten los calificativos de tragedia shakespeariana, pero como se basan en personajes reales de la historia de Inglaterra, se clasificaron como "historias" en el First Folio. Las tragedias romanas (Julio César, Antonio y Cleopatra, y Coriolano) también se basan en personajes históricos, pero como sus fuentes eran extranjeras y antiguas, casi siempre se clasificaron como tragedias en lugar de historias.
Los romances shakespearianos (obras tragicómicas) se escribieron al final de su carrera y se publicaron originalmente como tragedias o comedias. Estas obras comparten algunos elementos de la tragedia, en la medida en que cuentan con un personaje central de alto estatus, pero terminan con un final feliz, como las comedias shakespearianas. Casi tres siglos después de la muerte de Shakespeare, el académico F. S. Boas también acuñó una quinta categoría, la "obra problemática", para obras que no encajan perfectamente en una única clasificación debido a su temática, escenario o final. A la fecha, los expertos siguen sin ponerse de acuerdo sobre cómo clasificar ciertas obras de Shakespeare.

## Cronología

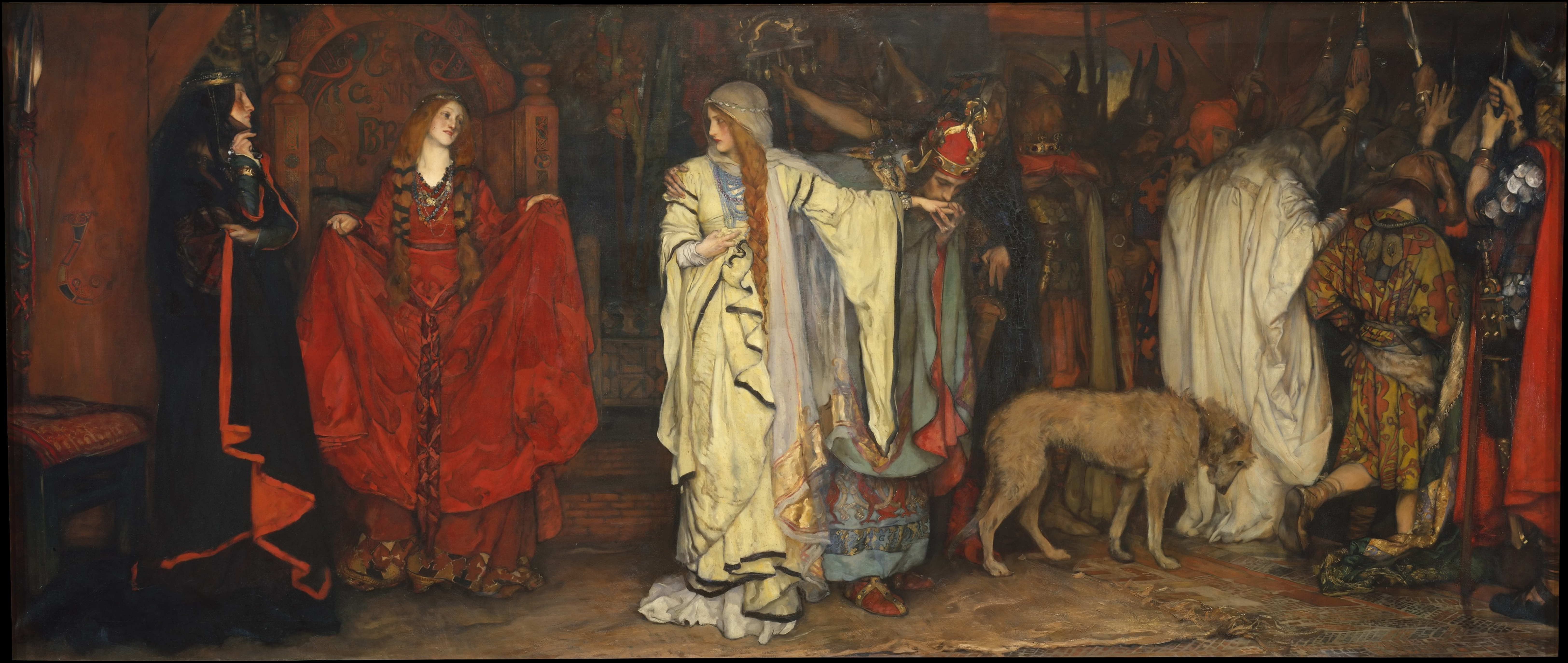
Edwin Austin Abbey (1852-1911) El rey Lear, La despedida de Cordelia

A continuación se muestra la lista de obras de Shakespeare que figuran como tragedias en el First Folio, junto con el intervalo de fechas en el que se cree que se escribió cada obra.
| Obra                | Terminus  | Terminus  |
| Obra                | post quem | ante quem |
| ------------------- | --------- | --------- |
| Tito Andrónico      | 1591      | 1593      |
| Romeo y Julieta     | 1594      | 1595      |
| Julio César         | 1599      | 1600      |
| Hamlet              | 1600      | 1601      |
| Troilo y Crésida    | 1601      | 1602      |
| Otelo               | 1604      | 1605      |
| El rey Lear         | 1605      | 1606      |
| Macbeth             | 1605      | 1606      |
| Timón de Atenas     | 1605      | 1608      |
| Antonio y Cleopatra | 1606      | 1607      |
| Coriolano           | 1607      | 1608      |

## Influencias y fuentes

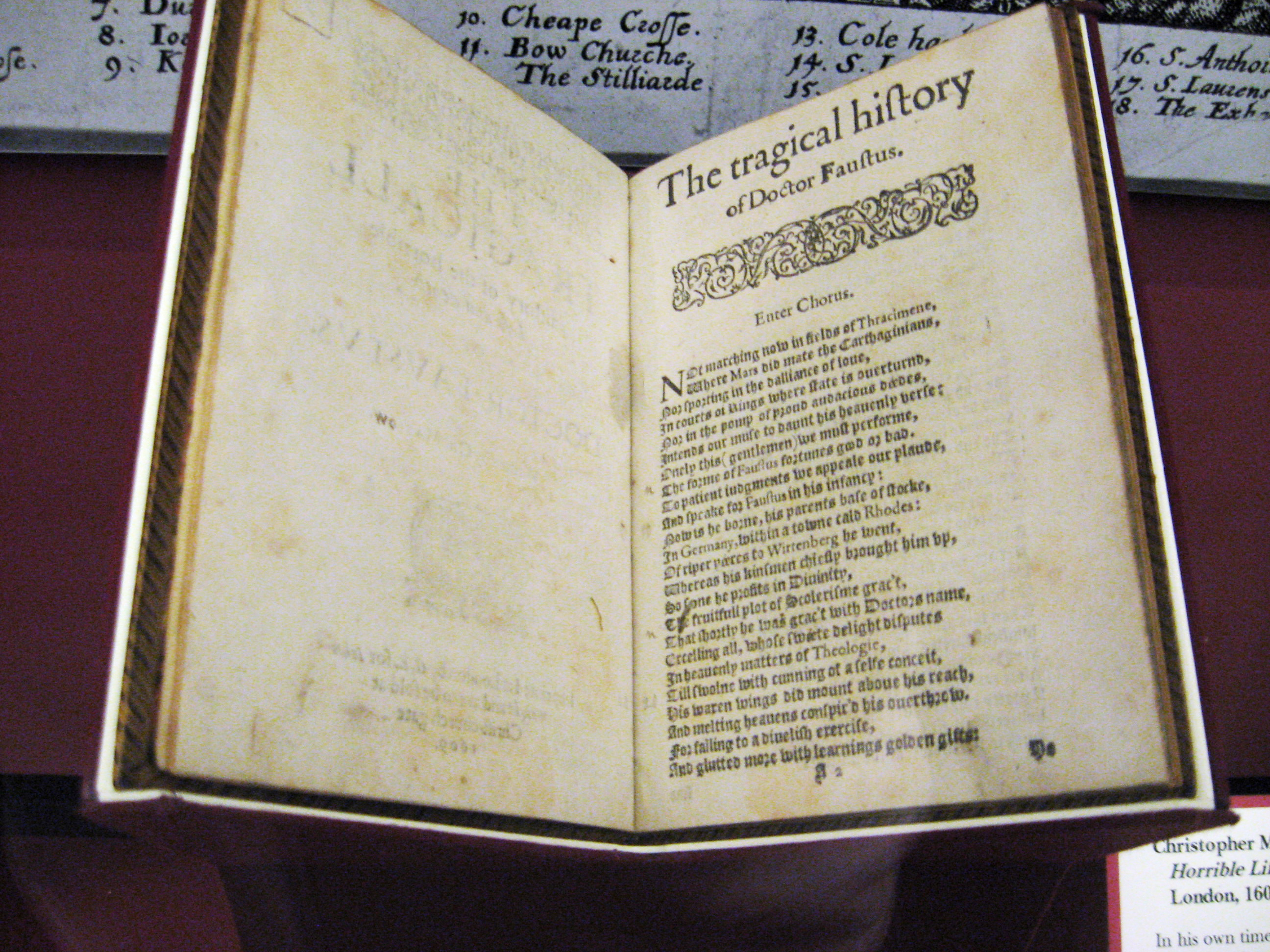
La trágica historia del doctor Fausto, de Christopher Marlowe, en la Biblioteca Huntington, San Marino, California.

El Renacimiento inglés, época en la que Shakespeare escribía, se vio impulsado por un renovado interés por los clásicos romanos y griegos y por la literatura renacentista vecina escrita años antes en Italia, Francia y España. Shakespeare escribió la mayoría de sus tragedias bajo el reinado de Jacobo I, y su contenido más oscuro puede reflejar el estado de ánimo general del país tras la muerte de Isabel I, así como las preferencias teatrales de Jacobo.
Shakespeare, como era habitual en otros autores de su época, utilizó la historia, otras obras de teatro y la literatura no dramática como inspiración para sus obras. En la Inglaterra isabelina no existían derechos de autor ni protecciones contra el plagio, por lo que personajes, argumentos e incluso frases enteras de poesía se consideraban propiedad común.
La mayoría de las tragedias de Shakespeare se basan en personajes históricos, a excepción de Medida por medida y Otelo, basadas en ficciones narrativas de Giraldi Cintio. La base histórica de las obras romanas de Shakespeare procede de Vidas de nobles griegos y romanos, de Plutarco, mientras que el origen de sus obras británicas y de Hamlet (basada en el príncipe danés Amleth) procede de las Crónicas de Holinshed. Además, el autor francés Belleforest publicó The Hystorie of Hamblet, Prince of Denmarke en 1582, que incluye detalles desde cómo el príncipe fingió estar loco, hasta cómo el príncipe apuñaló y mató al consejero del Rey que estaba espiando a Hamlet y a su madre detrás de las arras en la cámara de la Reina.
La historia de Lear aparece en la Historia regium Britanniae, de Geoffrey de Monmouth, hacia 1135, y luego en el poema de John Higgins The Mirror for Magistrates, de 1574, así como en las Crónicas de Holinshed, de 1587. Algunos sucesos que ocurren en El rey Lear de Shakespeare se inspiraron en varios episodios de la Arcadia de Philip Sidney de 1590, mientras que las disparatadas cavilaciones del "pobre Tom" de Edgar remiten en gran medida al libro de Samuel Harsnett de 1603, A Declaration of Egregious Popish Impostures.

## Tragedia contemporánea

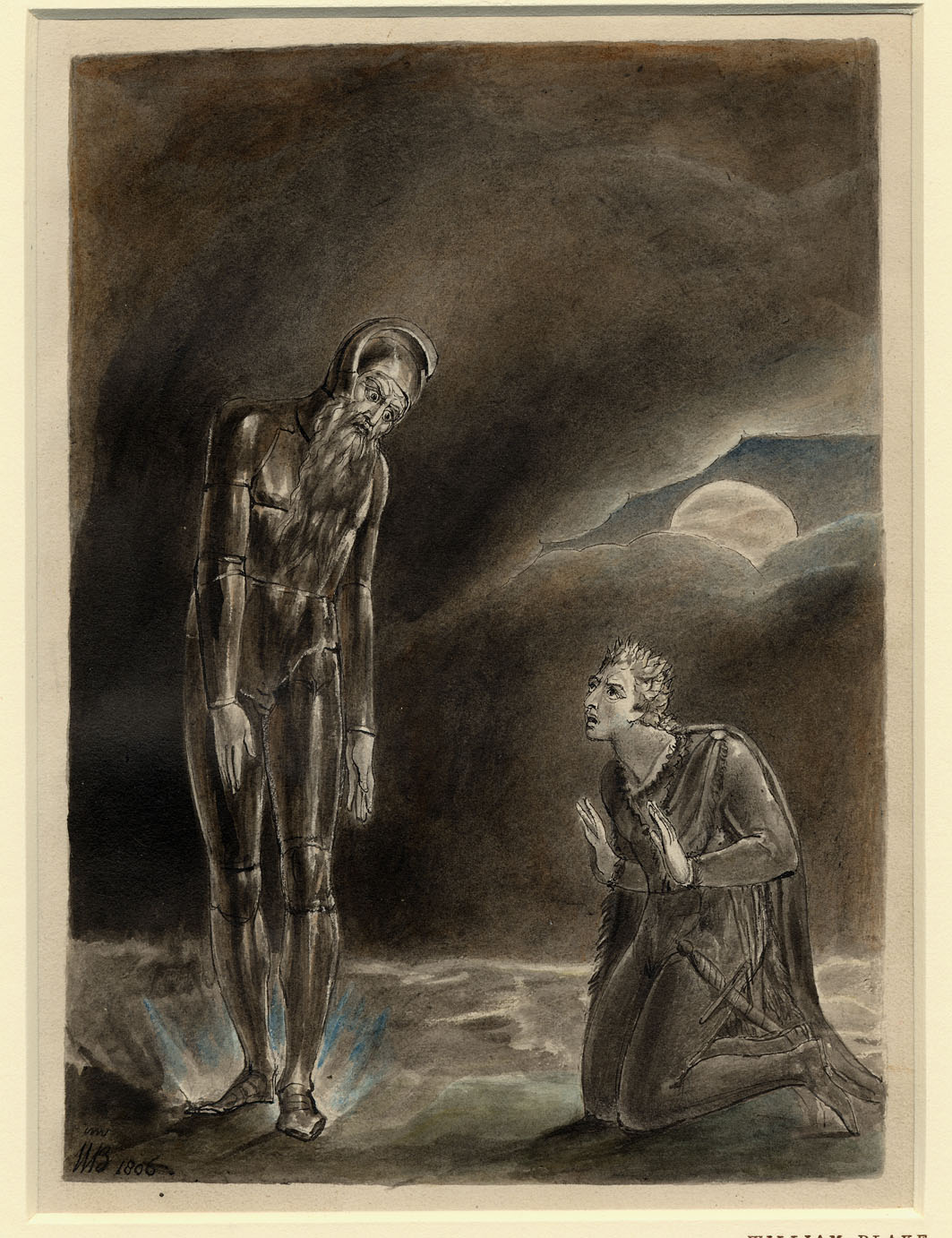
Hamlet y el fantasma de su padre, William Blake (1806)

Las tragedias de estas épocas remontaban su esencia filosófica a la tragedia senequista, basada en los nobles que tienen un defecto trágico o cometen un grave error (hamartía) que les lleva al revés de su fortuna (peripeteia). (Sin embargo, algunos críticos han argumentado que el concepto "pseudoaristotélico" del defecto trágico no se aplica a las figuras trágicas de Shakespeare).
La tragedia de venganza también gozó de creciente popularidad en esta época; Hamlet, de Shakespeare, es un ejemplo de ello. Las obras de esta época eran también decididamente laicas, en contraste con las obras de moral religiosa que en esa época habían sido prohibidas por Isabel I. Una marcada diferencia entre las tragedias renacentistas inglesas y los clásicos que las inspiraron fue el uso y la popularidad de la violencia y el asesinato en el escenario.
Selección de tragedias isabelinas y jacobinas ejemplares (no shakesperianas):
- La tragedia española de Thomas Kyd
- El judío de Malta de Christopher Marlowe
- Tamburlaine de Christopher Marlowe
- Doctor Fausto de Christopher Marlowe
- La venganza de Antonio de John Marston
- La tragedia del vengador, de Thomas Middleton
- Lástima que sea una puta, de John Ford

## Lecturas complementarias
- Boyce, Charles (1990). Shakespeare A to Z. Nueva York: Roundtable Press. ISBN 0-440-50429-5.
- Greenblatt, Stephen, ed. (1997). The Norton Shakespeare (2da edición). Nueva York: W. W. Norton & Company. ISBN 978-0-393-92991-1. (requiere registro).
- Jamieson, Lee (1 de mayo de 2015). «Shakespeare Tragedies». About.com. Consultado el 4 de abril de 2014.
- McEachern, Claire, ed. (2013). The Cambridge Companion to Shakespearean Tragedy. Cambridge Companions to Literature. Cambridge: Cambridge University Press. ISBN 978-0511999314. doi:10.1017/CCOL0521790093.